# HD 92788 b
HD 92788 b ist ein Exoplanet, der den gelben Zwerg HD 92788 alle 325,81 Tage umkreist. Auf Grund seiner hohen Masse wird angenommen, dass es sich um einen Gasplaneten handelt.

## Entdeckung
Der Planet wurde mit Hilfe der Radialgeschwindigkeitsmethode von Debra Fischer et al. im Jahr 2000 entdeckt.

## Umlauf und Masse
Der Planet umkreist seinen Stern in einer Entfernung von ca. 0,965 Astronomischen Einheiten und hat eine Masse von ca. 1167 Erdmassen bzw. 3,67 Jupitermassen.